# Adolphe Quetelet

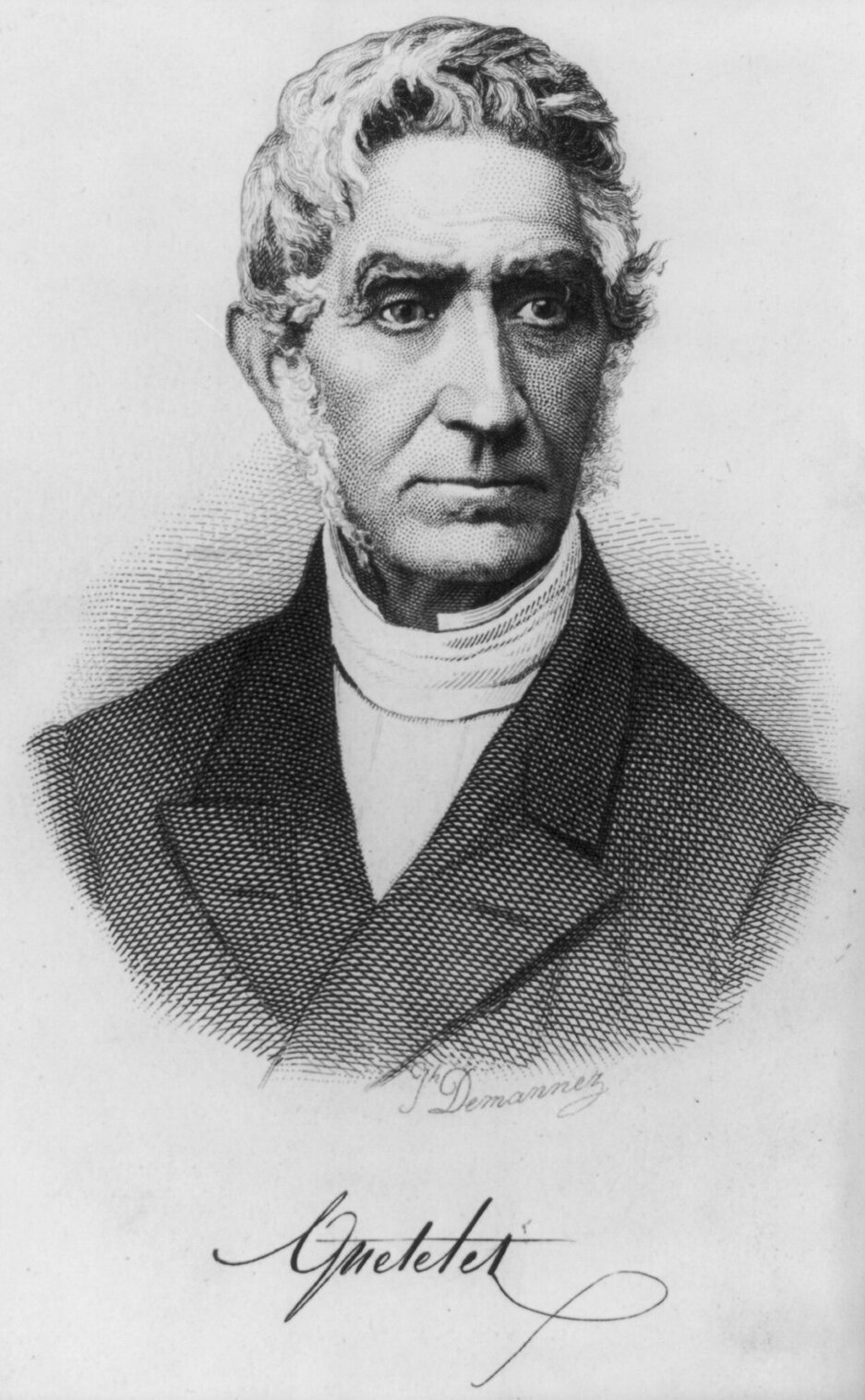
Adolphe Quetelet

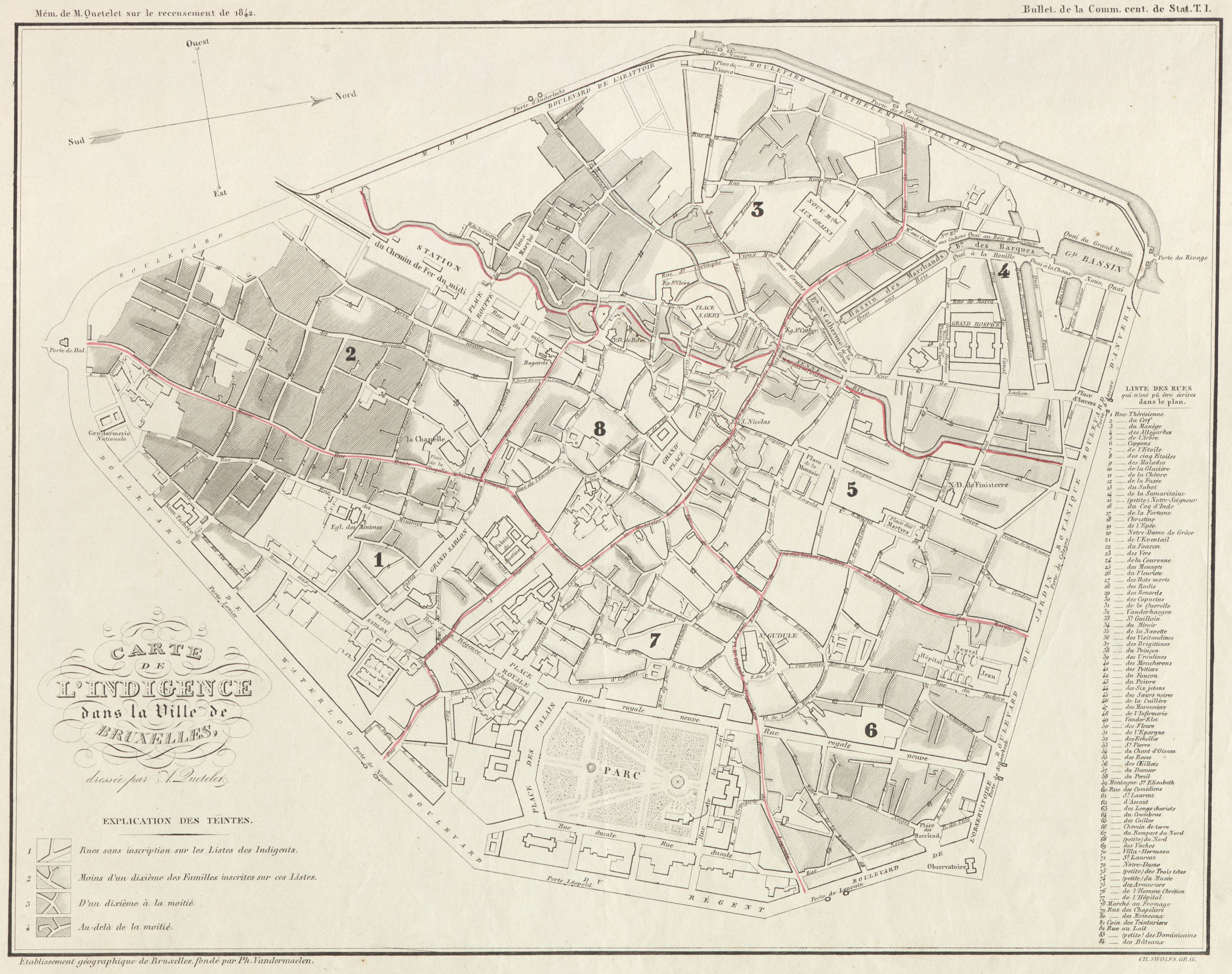
Kaart van de behoeftigheid in Brussel (Quetelet, 1843)

Lambert Adolphe Jacques Quetelet (Gent, 22 februari 1796 – Brussel, 17 februari 1874) was een Belgisch astronoom, wiskundige, statisticus, wetenschapshistoricus en socioloog. Hij was een van de eersten die statistische methoden in de sociale wetenschappen toepaste.

## Biografie en werk
Quetelet ontving een doctoraat in de wiskunde in 1819 van de Universiteit van Gent. Kort daarna wist hij de hoogwaardigheidsbekleders en donateurs te overtuigen een sterrenwacht te bouwen in Brussel. Hij werd de eerste directeur. De sterrenwacht zou later verhuizen naar Ukkel en herdoopt worden tot Koninklijke Sterrenwacht van België. Quetelet verrichtte pionierswerk in de studie van meteoren. Tot dan hadden de meeste astronomen meteoren beschouwd als een atmosferisch verschijnsel dat buiten hun vakgebied lag. In 1836 gaf Quetelet leiding aan een project van de regering van het jonge België om met behulp van meridiaanlijnen te komen tot een meer geordende tijdrekening op basis van de lokale middelbare zonnetijd.
De (destijds nieuwe) wetenschap van kansrekening en statistiek werd in die tijd vooral in de astronomie toegepast, om zo afwijkingsfouten te kunnen schatten. Quetelet behoorde met Francis Galton tot de eersten die wiskundige en statistische methoden in de sociale wetenschappen toepasten. Hij was zich bewust van de overweldigende complexiteit van sociale fenomenen en de vele variabelen waar metingen naar dienden te worden verricht. Zijn doel was de statistische regels te begrijpen die ten grondslag lagen aan deze fenomenen, bijvoorbeeld criminaliteitscijfers, huwelijkssluitingen en zelfmoordpercentages. Hij gebruikte grafieken om de gegevens van Frankrijk en België te vergelijken. Hij was vermoedelijk de eerste die grafieken gebruikte voor het weergeven van frequentieverdelingen. Deze ideeën waren behoorlijk controversieel in die tijd. De grootste kritiek was dat het tegen het concept van vrije wil in ging. In 1846 zette hij in België een moderne volkstelling op, die meer deed dan alleen mensen tellen, nadat hij eerder meewerkte aan de publicatie van de volkstelling in Nederland van 1830.
Quetelets invloedrijkste boek was Sur l'homme et le développement de ses facultés, ou Essai de physique sociale, gepubliceerd in 1835. Hierin is sprake van het begrip "de gemiddelde mens" (l'homme moyen). Deze fictieve persoon wordt gekarakteriseerd door de gemiddelde waarden van alle gemeten variabelen die aan menselijk gedrag ten grondslag liggen. In 1842 verschenen een Engelse vertaling en een Nederlandstalige uitgave.
Quetelet is ook bekend vanwege zijn introductie van de body mass index, ook wel Queteletindex genoemd. Verder was Quetelet een van de bezielers van de ULB, samen met Auguste Baron en Pierre-Théodore Verhaegen. Tot slot was hij gedurende veertig jaar secretaris van l'Académie royale des Sciences, des Lettres et des Beaux-Arts de Belgique. Als eerbetoon kreeg zijn standbeeld dan ook een prominente plaats aan het Academiënpaleis.
In 1841 nam Quetelet het initiatief voor de oprichting van de Centrale Commissie voor de Statistiek, die werd opgevolgd door de Hoge Raad voor de Statistiek, het eerste grote openbare statistische instituut ter wereld.
Verder heeft hij samen met de naar België uitgeweken Franse wiskundige Germinal Pierre Dandelin, de zogenaamde stelling van Quetelet-Dandelin geformuleerd, ook wel de Belgische stelling genoemd. Deze stelling legt het verband tussen de verschillende soorten kegelsneden enerzijds en de stand van het vlak en de openingshoek van de kegel waarmee ze geconstrueerd worden anderzijds.

## Trivia

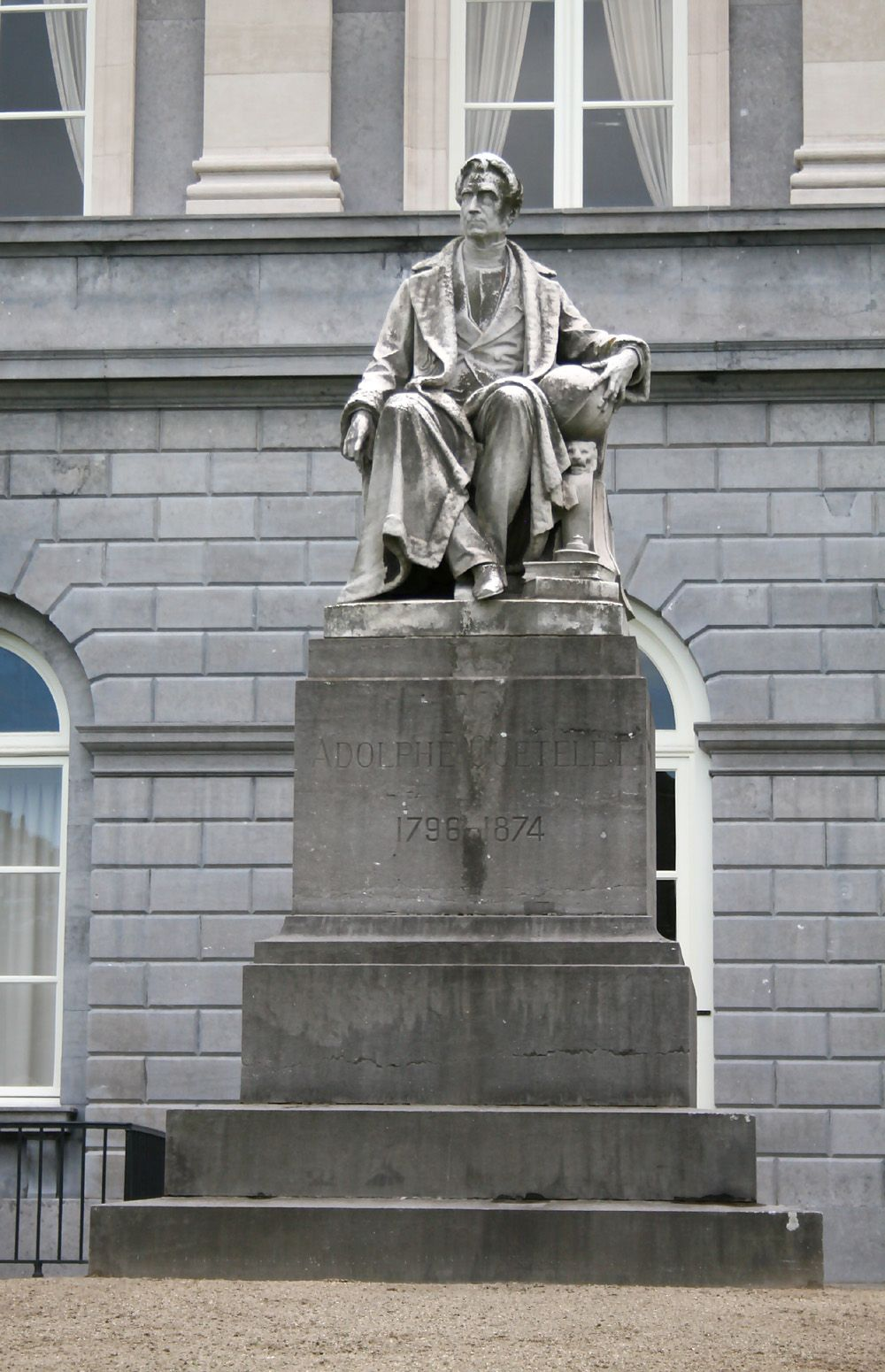
Standbeeld van Quetelet in Brussel door Charles Auguste Fraikin (1817-1893)

- Hij eindigde in 2005 op nr. 86 in de Vlaamse versie voor De Grootste Belg.
- Aan het begin van het academiejaar 2006-2007 werd de nieuwe aula van de faculteit Economie en Bedrijfskunde van de Universiteit Gent naar Adolphe Quetelet vernoemd.
- Een van de grote vergaderzalen van Eurostat in Luxemburg is naar hem genoemd. De stad Gent heeft een Lambert Queteletstraat, en ook de gemeenten Edegem, Seneffe en Sint-Joost-ten-Node hebben straten naar hem genoemd.
- Op de Korenmarkt in Gent is aan de gevel van zijn geboortehuis in 1947 een gedenkplaat aangebracht.
- Naar aanleiding van de honderdste verjaardag van zijn overlijden verkochten de Belgische posterijen in 1974 een zegel van 10 frank met zijn beeltenis.
- Hij gaf les aan de Koninklijke Militaire School te Brussel
- Tot in de jaren 1980 had de faculteit wetenschappen van de universiteit Gent één leerstoel die bevoegd was voor zowel sterrenkunde als kansrekening.

## Werk van Quetelet
- Astronomie élémentaire, 2 dl. Brussel (1826)
- Positions de Physique, 3 dl. Brussel (1834)
- Sur le climat de la Belgique. 2 dl. Brussel (1849-57)
- Histoire des sciences mathématiques et physiques chez les Belges, Brussel (1864)
- Science mathématiques et physiques chez les Belges au commencement du 19e siècle, Brussel (1866)
- Sur l'homme et le développement de ses facultés, ou essai de physique sociale, 2 dl. Parijs. ISBN 9782012626966 (1835)
- Lettre au duc régnant du Saxe-Coburg sur la théorie des probabilitités, Brussel (1846)
- Du système sociale et des lois qui le régissent, Parijs (1848)
- L'anthropométrie ou le mesure des differentes facultés de l'homme, Brussel (1871)
- Annuaire de l'Observatoire, (1834 ff.), Tijdschrift onder zijn leiding (verschillende jaargangen full text online raadpleegbaar bij Google Books)